# ルイス・パートリッジ
ルイ・パトリック・ジェイムズ・パートリッジ（Louis Patrick James Partridge、2003年6月3日 - ）は英国の俳優。子役としてキャリアをスタートし、ファンタジー映画『PAN』（2015年）や『パディントン2』（2017年）で端役を演じた。歴史ドラマシリーズ『メディチ』 （2019年）ではピエロ・デ・メディチ役を演じ、Netflixミステリー映画『エノーラ・ホームズの事件簿』（2020年）とその2022年の続編でブレイクした。その後、 FXのミニシリーズ『ピストル』（2022年）ではシド・ヴィシャス役を演じ、アルフォンソ・キュアロン監督のスリラーシリーズ『ディスクレイマー』（2024年）では主演を務めた。 
ロンドンのワンズワース生まれ。美男子と呼ばれる端正な容姿をしている。発音については、Louisは『ルイス』ではなく『ルイ』と発音する。身長は182センチ。